# Saluces
Pour les articles homonymes, voir Saluces (homonymie).

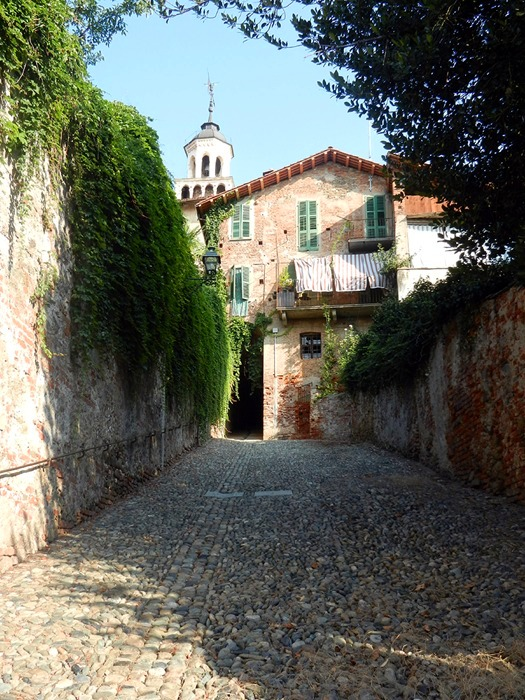
Le centre historique de Saluces. Vue de la Tour civique.

Saluces (en italien Saluzzo, en piémontais Salusse) est une commune italienne située dans la province de Coni, en région Piémont.

## Géographie
La commune de Saluces occupe un vaste territoire de 7 659 hectares dans la vallée du Pô, à environ 35 kilomètres à l'est du mont Viso.

## Toponymie
Le marquisat de Saluces fut le siège d'une principauté piémontaise dont l'histoire est très liée à celle de son puissant voisin, la maison de Savoie, jusqu'à son incorporation définitive obtenue en 1601 par le duc Charles-Emmanuel.
Le nom français de Saluces a été donné à la ville durant la période de domination française. On trouve de nombreuses traces de cette francisation encore de nos jours comme sur le fronton de la casa cavassa transformée aujourd'hui en musée où l'on peut lire la devise « droit quoi qu'il soit ».

## Histoire
| Armes de Saluces | Les armes de Saluces se blasonnent ainsi : D'argent, au chef d'azur. |

## Administration
| Période                                  | Période  | Identité        | Étiquette     | Qualité |
| ---------------------------------------- | -------- | --------------- | ------------- | ------- |
| 2004                                     | 2009     | Paolo Allemano  | centre gauche |         |
| 2009                                     | 2014     | Paolo Allemano  | centre gauche |         |
| 2014                                     | en cours | Mauro Calderoni | centre gauche |         |
| Les données manquantes sont à compléter. |          |                 |               |         |

### Communes limitrophes
Cardè, Castellar, Lagnasco, Manta, Moretta, Pagno, Revello, Scarnafigi, Torre San Giorgio, Martiniana Po

### Évolution démographique
Habitants recensés

## Monuments et lieux
- Cathédrale de l'Assomption, bâtie entre 1491 et 1501.
- Église Saint-Jean.
- Chapelle des Marquis, où sont enterrés les marquis de Saluces.
- Musée de la Maison Cavassa où est conservé le Retable de la Miséricorde de Hans Clemer.
- Salita al Castello avec les fresques des façades des palais communal et des arts libéraux.
- Château de Castellar.
- Château de Costigliole.
- Château de La Morra.
- Château de la Manta, dans la commune voisine de Manta.
- Château de Montemale.
- Château de Revello.
- Synagogue de l'ancien ghetto.

## Personnalités liées à la commune
- Manfred Ier (?-1176), fondateur du marquisat de Saluces.
- Manfred II (1140-1215), marquis de Saluces, né et mort dans cette ville.
- Azalaïs de Montferrat (1150-1232), marquise de Saluces, morte dans cette ville.
- Thomas II (1304-1357), marquis de Saluces, mort dans cette ville.
- Thomas III (1356-1416), marquis de Saluces, mort dans cette ville.
- Ludovic Ier (1406-1475), marquis de Saluces, né et mort dans cette ville.
- Ludovic II (1438-1504), marquis de Saluces, né dans cette ville.
- Frédéric de Saluces (1442-1483), évêque de Carpentras né à Saluces.
- Michel-Antoine (1495-1528), marquis de Saluces, né dans cette ville.
- Jean-Ludovic (1496-1563), marquis de Saluces, né dans cette ville.
- François de Saluces (1498-1539), homme de guerre au service de François Ier ; né à Saluces.
- Ludovic de Birague (1509-1572), militaire mort à Saluces.
- Giorgio Blandrata (1520-1590), médecin et théologien antitrinitaire ; né à Saluces.
- Roger de Saint-Lary de Bellegarde (1525-1579), un des favoris du roi Henri III ; mort à Saluces.
- Giovanni Giovenale Ancina (1545-1604), évêque de Saluces reconnu bienheureux par l'Église catholique ; mort à Saluces.
- François Augustin Della Chiesa (1593-1662), évêque de Saluces né dans cette ville.
- Giambattista Bodoni (1740-1813), graveur, imprimeur et typographe né à Saluces.
- Vincenzo Malacarne (it) (1744–1816), anatomiste et chirurgien né à Saluces.
- Silvio Pellico (1789-1854), écrivain et poète né à Saluces.
- Carlo Alberto dalla Chiesa (1920-1982), général des carabiniers italiens assassiné par la Mafia ; né à Saluces.
- Magda Olivero (1910-2014), cantatrice (soprano) née à Saluces.
- Pierre Amoyal, violoniste, s’est fait voler son Kochanski de Stradivarius à Saluces.

## Sport
La ville possède un club de rugby à XIII, les Saluzzo Roosters NWR, qui a la particularité de disputer la troisième division du championnat français de rugby à XIII, dans une poule comprenant des équipes de la région PACA. Il s'agit d'un ancien club de rugby à XV « reconverti ».